# Maria Barthélemon
Maria Barthélemon, även känd som Polly Young, Mary Young, Maria Young och Polly Barthélemon, född 7 juli 1749 (g.s.) i
Covent Garden i London, död 20 september 1799, var en brittisk sopran och kompositör. Hon kallades som ogift ofta för Polly Young. 
Hon debuterade offentligt vid sex års ålder 1755 på en turné till Irland, där hon spelade harpa och sjöng sopran på scen. År 1762 debuterade hon i London, och 1764 anställdes hon som operasångare vid den italienska operan på Her Majesty's Theatre. 
Hon gifte sig 1766 med François-Hippolyte Barthélémon, violonist vid teaterns italienska opera. Makarna hade under flera år en framgångsrik karriär: de gjorde ofta turnéer till Irland, och gjorde 1776–1777 en internationellt uppmärksammad turné i Europa, där de framträdde vid hoven i Frankrike och Neapel. 
Under 1780-talet upphörde framgången, men de fortsatte verka i London. 
Verk
- 6 Sonatas for Keyboard and Violin, Op.1 (1776)
- 6 English and Italian Songs, Op.2 (1786)
- 3 Hymns and 3 Anthems, Op.3 (1795)
- The Weaver's Prayer, Op.4 (1795)
- Ode on the Preservation of the King, Op.5 (1795)